# Sexto Calpúrnio Agrícola
Sexto Calpúrnio Agrícola (em latim Sextus Calpurnius Agricola) foi um político e militar romano que desempenhou o cargo de governador da Britânia em meados do século II.

## História
Acedeu ao consulado em setembro de 154, após o qual foi designado Governador da Germânia Superior em 158.
No Outono de 161 ou mais provavelmente princípios de 162 ocorreu uma invasão dos catos e o imperador Marco Aurélio enviou Aufídio Victorino na sua substituição,  que venceu os invasores sem maiores contratempos.

Calpúrnio Agrícola foi enviado pela sua vez à Britânia a submeter um levantamento dos britanos e substituir a Marco Estácio Prisco, que era pela sua vez transladado com urgência para a Capadócia após a derrota sofrida pelos romanos às mãos do xainxá Vologases IV na batalha de Elegeia. O movimento de governadores foi registrado na História Augusta: 
| “ | ...E além disto, a guerra ameaçava Britânia, e os catos irromperam na Germânia e Récia. Calpúrnio Agrícola foi enviado contra os britânicos, contra os catos, Aufídio Vitorino. | ” |

Calpúrnio Agrícola partiu para a sua nova província com reforços de cavalaria da Germânia. Para enfrentar o levantamento, abandonou definitivamente a linha adiantada do Muralha de Antonino, a sul da Escócia, retirando as forças para o sul, ao Muro de Adriano. Reparou essa linha fortificada e as remanescentes fortificações (como a de Corbridge). Existem evidências de rebelião ou mal-estar em outros locais da ilha
Por volta de 168, enquanto as Guerras Marcomanas assolavam a região, Dácia foi atacada por rebeldes Dácios, Sármatas e Costobocos e o governador de Mésia e Dácia, Cláudio Fronto, foi vencido e morto. Calpúrnio Agrícola, já pacificada a Britânia, foi designado governador para deter a invasão, conseguindo com a V Macedonica pacificar a província. Não há informação posterior, nem registro de descendência alguma, pelo qual se acredita que faleceu na campanha, ao redor de 169.